# كينغستون (كامبريدجشير)
كينغستون (بالإنجليزية: Kingston, Cambridgeshire)‏ هي قرية و أبرشية مدنية تقع في المملكة المتحدة في إنجلترا. يقدر عدد سكانها بـ 214 نسمة .